# La Créature du sous-sol
Série Maneater
L'Instinct du chasseur
(8 septembre 2007) L'Attaque du crocodile géant
(4 novembre 2007)
Pour plus de détails, voir Fiche technique et Distribution.
La Créature du sous-sol (Something Beneath) est un téléfilm canadien réalisé par David Winning, diffusé aux États-Unis le 21 octobre 2007 sur Sci Fi Channel. Il s'agit du quatrième film de la collection Maneater series.

## Synopsis
Sur le terrain en construction d'un complexe hôtelier, de nombreux ouvriers du bâtiment disparaissent mystérieusement. Néanmoins, les travaux continuent. Un an plus tard, un hôtel de luxe est érigé devant accueillir une star de la chanson ainsi que de nombreux invités prestigieux. Des événements bizarres ont lieu et le nombre des morts s'accroît. Il faudra tout le courage de la responsable de l'hôtel, Khali Spence et le père Douglas Middleton pour découvrir l'impensable : l'édifice est construit sur un gouffre abritant une créature ayant des capacités psychiques. Ses pouvoirs lui confèrent une emprise sur les clients à commettre des actes horribles.

## Fiche technique
- Titre : La Créature du sous-sol
- Titre original : Something Beneath
- Réalisation : David Winning
- Scénario : Mark Mullin et Ethlie Ann Vare (en)
- Production : Robert Halmi Jr., Robert Halmi Sr., Gary Howsam, Phyllis Laing, Gilles Paquin et Michael J. Taylor
- Musique : Michael Richard Plowman
- Photographie : Brenton Spencer
- Montage : Mark Sanders
- Décors : Réjean Labrie
- Costumes : Maureen Petkau
- Pays d'origine : Canada
- Format : Couleurs - 1,85:1 - Dolby Digital - 35 mm
- Genre : Horreur
- Durée : 90 minutes
- Dates de sortie :
- 26 avril 2007 (festival du film de Houston)
- 21 octobre 2007 (Sci Fi Channel)
- interdit aux moins de 12 ans

## Distribution
- Kevin Sorbo (VF : Jérôme Keen) : le père Douglas Middleton
- Natalie Brown (VF : Catherine Cipan) : Khali Spence
- Peter MacNeill : Deadmarsh
- Brendan Beiser (en) (VF : Vincent Ropion) : Dr Connolly
- Gordon Tanner (VF : Marc Saez) : Symes
- Tom Keenan : Hank
- Blake Taylor : Reggie
- Brittany Scobie : Mikaela Strovsky
- Frank Adamson : Lowell Kent
- Paige Bannister : Aimee
- Brett Donahue : Tony
- Rob McLaughlin : Eugene Herman
- Gene Pyrz : Jim Bailey
- Tracey Nepinak : la grand-mère de Khali
- Aimee Cadorath : Khali enfant

## Autour du film
- Le tournage s'est déroulé à Winnipeg, au Canada.
- Le réalisateur David Winning fait plusieurs caméos, tel que la créature des bois, l'invité arabe en colère ou la voix du présentateur télévisé.

## Distinctions
- Plaque d'argent du meilleur réalisateur lors du Festival international du film de Chicago en 2007.
- Prix du meilleur film fantastique ou d'horreur lors du WorldFest de Houston en 2007.

## DVD
En France, le film est sorti en DVD Keep Case le 17 février 2009 chez Aventi au format 1.77 4/3 non anamorphique en français 2.0 sans sous-titres et sans suppléments. (ASIN B001S9HR5I)